# سیارک ۶۳۸

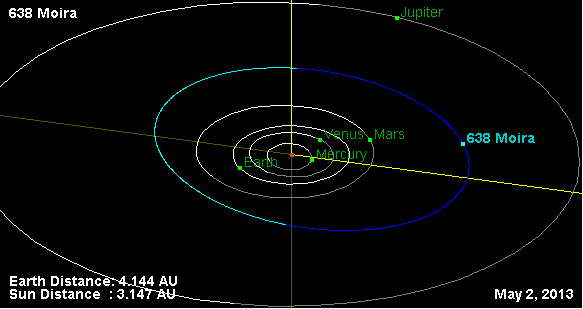
نمایی از محل قرارگیری سیارک ۶۳۸ در مدار – ۲۰۱۳

سیارک ۶۳۸ (به انگلیسی: 638 Moira، نامگذاری:1907ZQ) ششصد و سی و هشتمین سیارک کشف شده‌است که در ۵ مه ۱۹۰۷ کشف شد.
قدر مطلق سیارک برابر ۹٫۸۰ است.